# David Loosli
David Loosli (ur. 8 maja 1980 w Bernie) – szwajcarski kolarz szosowy startujący wśród zawodowców od 2004 roku, zwycięzca na etapie w wyścigu Thüringen Rundfahrt (2002) i Flèche du Sud (2003), ósmy kolarz Tour de Pologne 2008, zwycięzca klasyfikacji na najaktywniejszego kolarza w Tour de Pologne 2009.

## Najważniejsze zwycięstwa i sukcesy
2002
- etap w Thüringen Rundfahrt

2003
- etap w Flèche du Sud

2004
- etap w Wyścigu Pokoju

2008
- 8. Tour de Pologne